# Selfkant
Selfkant is een gemeente in de Kreis Heinsberg in Noordrijn-Westfalen (Duitsland). Zij grenst, ter hoogte van Sittard, aan drie kanten aan Nederland. Selfkant is een uitgestrekte, hoofdzakelijk agrarische gemeente die uit een aantal dorpjes en kleine woonkernen bestaat. Uitgestrekte bossen bevinden zich alleen in het stroomgebied van de Roode Beek. De zichtbare bebouwing aldaar staat op Nederlands grondgebied. De gemeente telt 10.253 inwoners (31 december 2020) op een oppervlakte van 48,73 km².

## Ligging
Selfkant bevindt zich in het meest westelijk gelegen stukje Duitsland, op ongeveer tien kilometer ten westen van de steden Geilenkirchen en Heinsberg. Het gebied is aan drie zijden omgeven door Nederlands grondgebied en vertoont zo enigermate het karakter van een Duitse exclave aan de oostzijde van de Nederlandse provincie Limburg. De gemeentegrens met Nederland is ca. 27 km lang, die met andere Duitse gemeenten is slechts 6 km lang. Het westelijkste punt van Selfkant en van heel Duitsland (5° 52'01" OL) ligt ter hoogte van het gehucht Isenbruch, slechts 4,75 km verwijderd van de Maas, die daar de grens tussen Nederland en België vormt. Selfkant is lid van de Zipfelbund, een 'verbond' waarin de vier 'uiterste punten' van Duitsland (de gemeenten die in de verschillende windrichtingen het verst gelegen zijn) samenwerken.

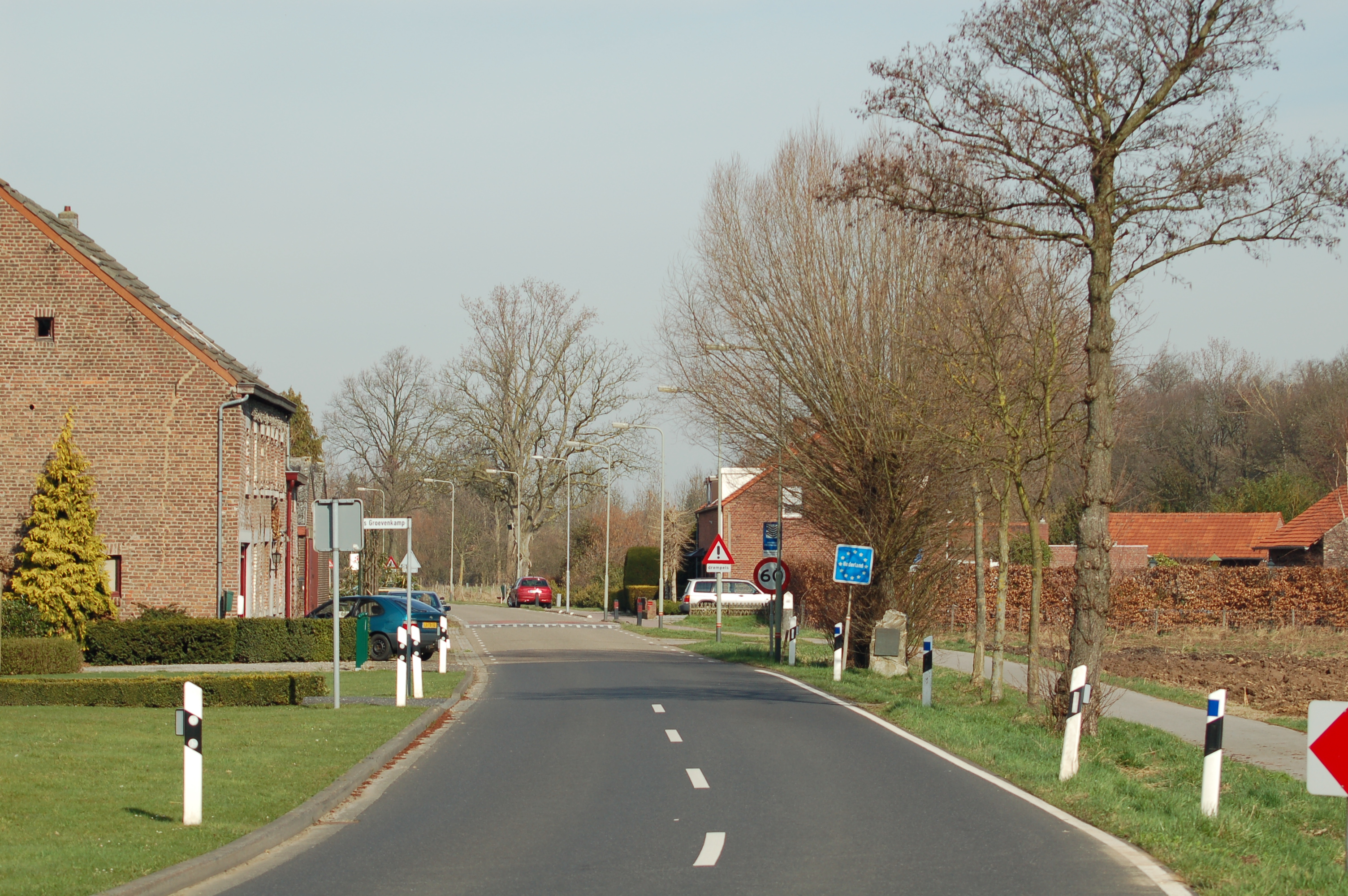
Het westelijkste punt van Duitsland, gelegen in de gemeente Selfkant (40 m ten westen van de landsgrens op de weg tussen Tüddern en Susteren, ten westen van het gehucht Isenbruch).

## Geografie
Het grootste deel van de gemeente ligt op een hoogte van 30 tot 60 meter in het stroomgebied van de Roode Beek, waarin vochtige gebieden zijn gelegen zoals het Tüdderner Fenn, de Höngener und Saeffeler Bruch en de Hohbruch. Naar het oosten toe stijgt het landschap naar de hoger gelegen Geilenkirchener Lehmplatte en richting het zuiden naar het Plateau van Doenrade dat onderdeel is van het Zuid-Limburgse Heuvelland. De top van de Schlouner Berg bij het plaatsje Hillensberg is met 101,2 meter het hoogste punt van de gemeente.

## Bevolking

### Samenstelling
Selfkant telt 10.253 inwoners op 4.208 hectare. Met 236 inwoners per vierkante kilometer geldt Selfkant als een landelijke gemeente.

### Relatie met Sittard

Verspreidingsgebied (in bruin) van de Sittardse diftongering (naar Dols,1953). Selfkant (in rose) maakt er een integrerend deel van uit.

Vanwege de bevolkingsdruk rond het aangrenzende Sittard (met 2082 inw./km²)  en de hogere huizen- en grondprijzen in Nederlands Zuid-Limburg, vestigen veel Limburgers zich over de grens. De gemeente is vooral in trek bij jonge gezinnen.
In 1999 woonden er in Selfkant zo'n 1500 Limburgers, een zesde van het totaal aantal inwoners van de gemeente. In de gemeenteraad zaten toen twee Nederlanders. In 2003 was het aantal Nederlanders ongeveer 2000, zo'n 20% van de gehele bevolking. Dat jaar stelde een Nederlander zich kandidaat voor het ambt van burgemeester. In de jaren 2008-2013 bezat een kwart van de bevolking de Nederlandse nationaliteit.

### Dialect
Taalkundig sluit het dialect van de Selfkantse dorpen nauw aan bij het Limburgs van Sittard.

### Ontwikkeling
Bij de toevoeging aan Nederland in 1949 omvatte het drostambt in totaal 4.171 hectare met 5.665 inwoners. Bij de teruggave aan Duitsland in 1963 telde Selfkant 6.291 inwoners. Na decennia van groei was er in 2012 sprake van een lichte daling: eind december 2011 waren er 10.208 inwoners, eind juni 2012 waren dat er 9.956 en aan het eind van dat jaar 10.253. Deze daling is wel duidelijk minder dan die tussen 2005 en 2012 in het naburige Zuid-Limburg. Per 30 juni 2013 lag het inwonertal met 10.317 weer iets boven het niveau van 2011. In de loop van de volgende vijf jaar is het wederom licht afgenomen en gezakt tot 10.089 per 31 december 2018.

## Plaatsen in de gemeente Selfkant
De gemeente Selfkant bestaat naast de hoofdplaats Tüddern uit 15 woonkernen (Ortsteile). Onderstaande tabel geeft de samenstelling van de gemeente met de verschillende inwoneraantallen per 30 juni 2013:
| \| Ortsteil \| Inwoners[5] \| \| ----------------- \| ----------- \| \| Dieck \| 9 \| \| Großwehrhagen \| 151 \| \| Havert \| 522 \| \| Heilder \| 261 \| \| Hillensberg \| 588 \| \| Höngen \| 1280 \| \| Isenbruch \| 325 \| \| Kleinwehrhagen \| 103 \| \| Millen \| 320 \| \| Millen-Bruch \| 57 \| \| Saeffelen \| 941 \| \| Schalbruch \| 955 \| \| Stein \| 182 \| \| Süsterseel \| 1640 \| \| Tüddern \| 2208 \| \| Wehr \| 775 \| \| Gemeente Selfkant \| 10317 \| |          |
| Ortsteil | Inwoners |
| Dieck | 9        |
| Großwehrhagen | 151      |
| Havert | 522      |
| Heilder | 261      |
| Hillensberg | 588      |
| Höngen | 1280     |
| Isenbruch | 325      |
| Kleinwehrhagen | 103      |
| Millen | 320      |
| Millen-Bruch | 57       |
| Saeffelen | 941      |
| Schalbruch | 955      |
| Stein | 182      |
| Süsterseel | 1640     |
| Tüddern | 2208     |
| Wehr | 775      |
| Gemeente Selfkant | 10317    |

## Foto's

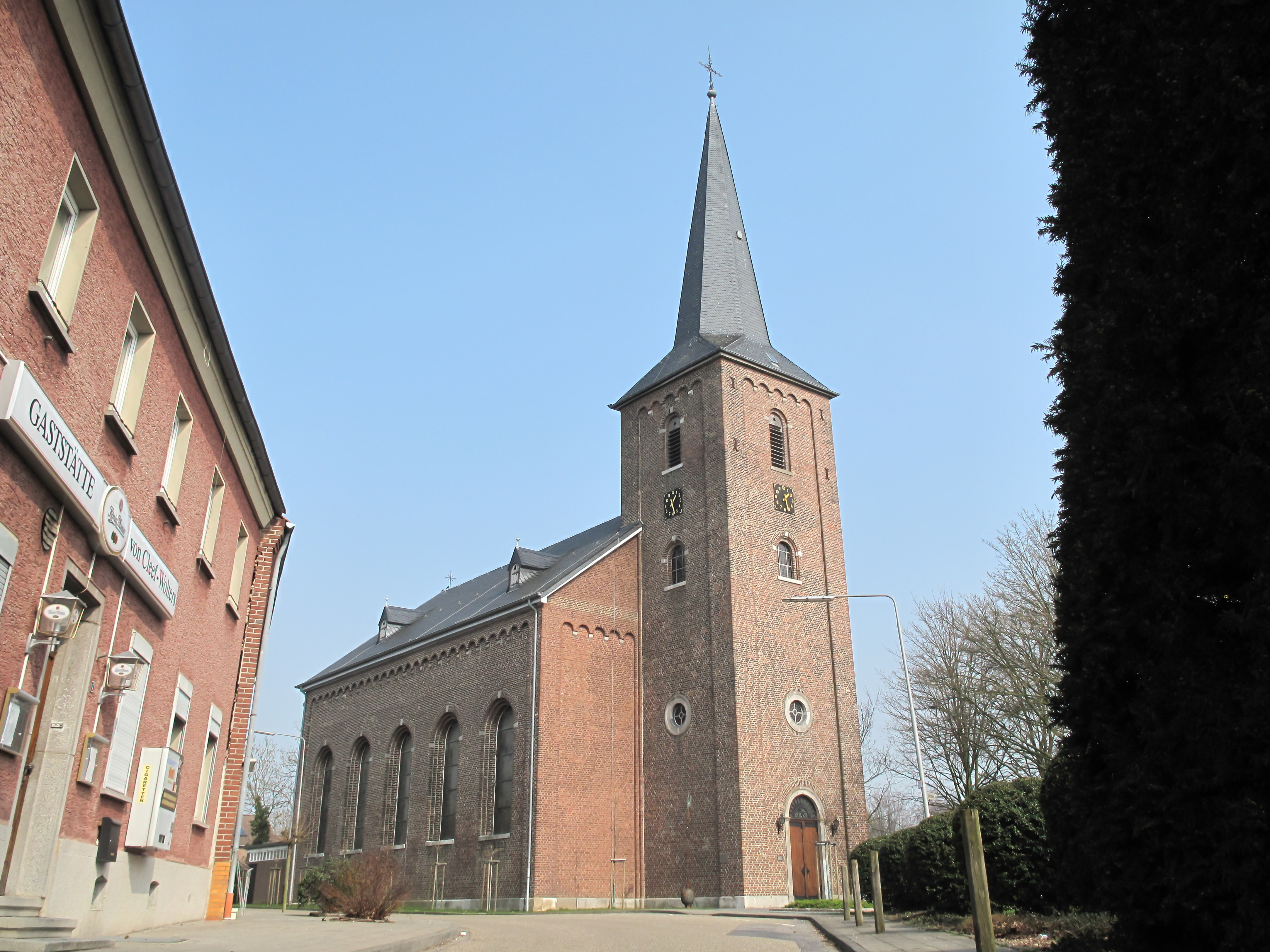
Saeffelen, parochiekerk Sint Lucia
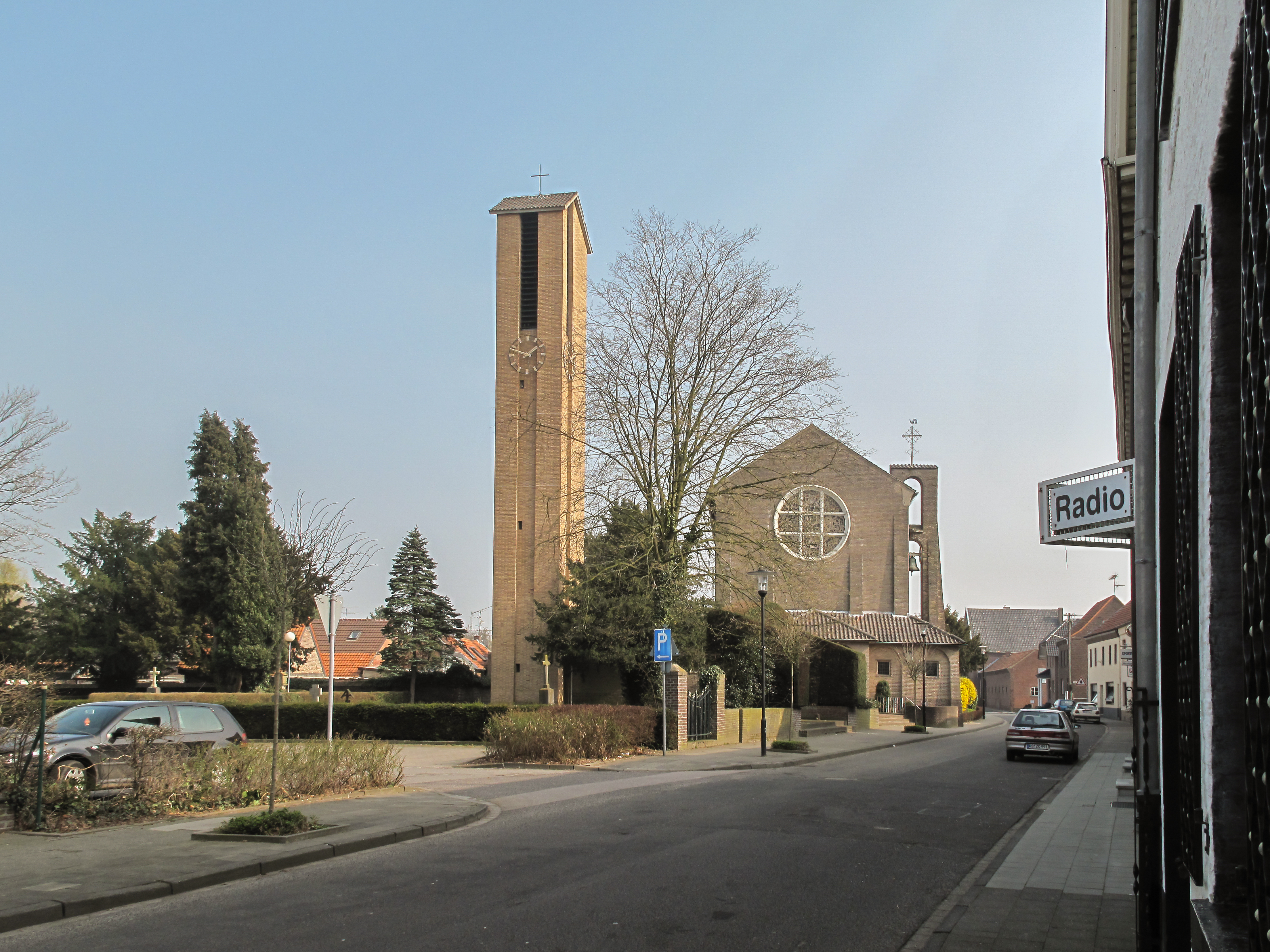
Höngen, Sint Lambertuskapel in straatzicht
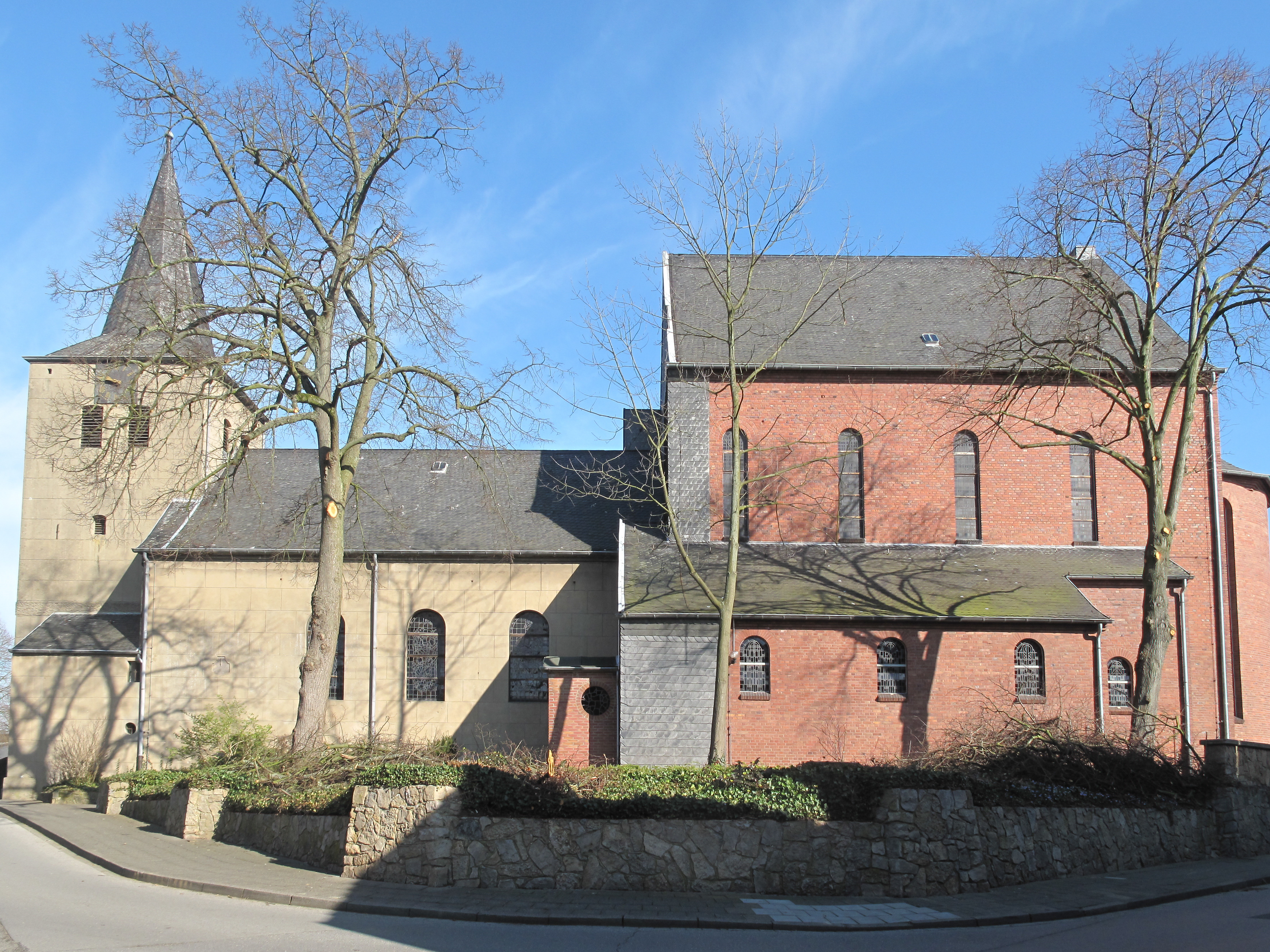
Tudderen, parochiekerk Sint Gertrudis
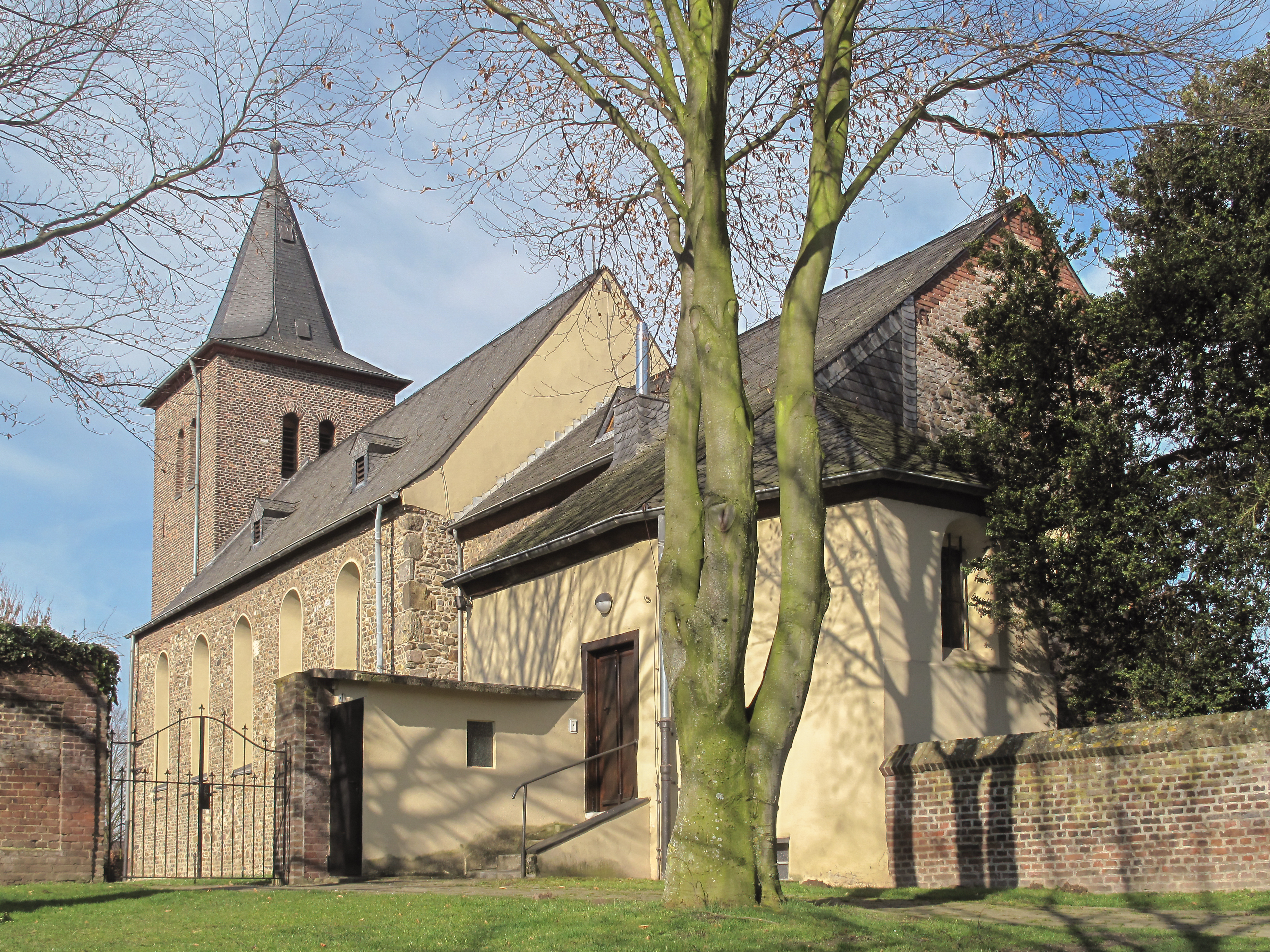
Millen, parochiekerk (voorheen proostdijkerk) Sint Nicolaas

## Naam
De naam Selfkant is afgeleid van de Saeffel, Saeffelbeek of Saeffelerbeek (Duits: Saeffeler Bach, Saeffelbach), die aan de noordkant door dit gebied stroomt en bij Isenbruch in de Roode Beek uitmondt. Volgens sommigen is Saeffel een verbastering van het Latijnse woord sabulum, dat 'grof zand' betekent (vergelijk sable in het Frans). Volgens anderen echter is safla een Keltisch woord voor 'zandgrond'. De naam wijst dan zelfs op een pre-Romeinse nederzetting.
De naam betekent niets anders dan 'Saeffelkant', met een verwijzing naar de rivier, zoals in het naburige Maasland de naam 'Maaskant' (Limburgs: Maaskentj) wordt gebezigd. Selfkant is een verbastering waarbij metathesis (plaatswisseling van medeklinkers) is opgetreden. De naam Selfkant werd tot 1935 alleen in de volksmond gebruikt en had betrekking op een wat groter gebied dan de huidige gemeente.
Aan de Saeffelbeek ligt ook het dorp Saeffelen, waarvan de naam met de uitgang /-e(n)/ eveneens naar de ligging aan de beek verwijst. De oudste vermelding ervan dateert uit 1136, toen nog als Safla. Later werd dat (de) Safele (1144), Sefele (1276), Soyffele (14e eeuw), Saefelen (1457), Saiffelen (1550) en uiteindelijk Saeffelen (1666).

## Geschiedenis
In de Romeinse tijd liep dwars door het huidige Selfkant de heirbaan van Heerlen (Coriovallum) naar Xanten (Colonia Ulpia Traiana).Tudderen (Teudurum) vormde hierbij een pleisterplaats (statio).
De belangrijkste heerlijkheid in Selfkant in de Middeleeuwen was oorspronkelijk Millen, de residentie van de heren van Millen, waartoe ook Saeffelen behoorde. In 1282 werd deze heerlijkheid een deel van de heerlijkheid Heinsberg. In 1499 werd die weer verworven door de hertog van Gulik en werd Millen de zetel van een Amtmann. De plaatsen Tudderen, Wehr, Susterseel en Hillensberg behoorden tot het naburige Amt Born en vanaf 1709 tot het Amt Sittard. De geschiedenis van de Selfkant is bijna vier eeuwen lang verbonden geweest met die van Sittard en Born, waarmee het tezamen een westelijk stukje Guliks territorium vormde, dat tot aan de Maas (bij Urmond) reikte. Het dialect van de Selfkant is vrijwel hetzelfde Limburgs als het Sittardse stadsdialect, inclusief de karakteristieke Sittardse diftongering.
Van 1794 tot 1815 was Selfkant deel van het Franse kanton Sittard. Na het Congres van Wenen werd het gebied deel van de Pruisische Rijnprovincie. De grens met Nederland die toen werd vastgelegd bleef bestaan tot kort na de Tweede Wereldoorlog.
In 1935 werden de vroegere burgemeestersposten Havert en Wehr en de tot de vroegere burgemeesterpost van Saeffelen behorende gemeente Höngen samengevoegd tot het nieuwe Ambt Selfkant, waarmee de naam Selfkant toen pas ambtelijk werd. De gemeente Saeffelen, die sinds 1815 onder de burgemeesterspost van Havert viel, werd bij het Ambt Waldfeucht gevoegd, maar zou in 1969 alsnog worden toegevoegd aan de gemeente Selfkant.
Het bestuur van het nieuwe Ambt Selfkant werd gevestigd in Wehr.
Aan het einde van de Tweede Wereldoorlog lag het front vier maanden (van 19 september 1944 tot 14 januari 1945) aan de Saeffelerbeek. Pas met de Operatie Blackcock wist het Britse leger door te dringen tot aan de Roer. De geëvacueerde Duitse bewoners van Selfkant werden geïnterneerd in Kamp Vught.

### Nederlands drostambt Tudderen

Het drostambt Tudderen (1949-1963)

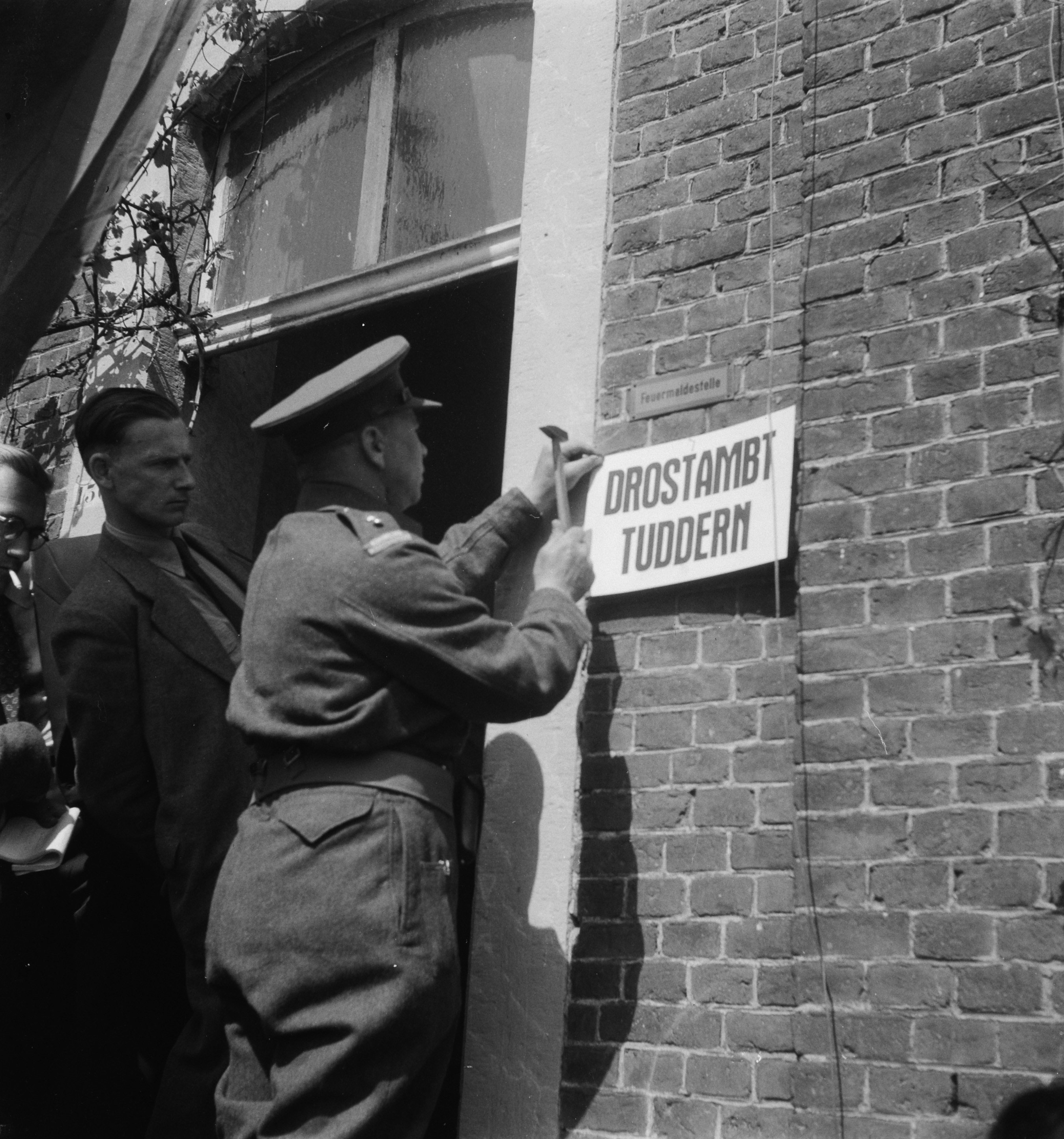
Het naambord 'Drostambt Tuddern' wordt vastgespijkerd (1949)

Na de Tweede Wereldoorlog werd Selfkant (het gebied van de huidige gemeente, exclusief Saeffelen) op 23 april 1949 door Nederland geannexeerd als vorm van schadevergoeding voor de oorlog. Het door de Duitsers gekozen bestuur werd door Nederland naar huis gestuurd, omdat het in strijd zou zijn met de Nederlandse grondwet. Het bestuur werd ingericht naar Nederlands model. Dit betekende: geen gekozen burgemeester en gemeenteraad meer, geen afzonderlijke gemeenten in het gebied. Alles werd samengevoegd en kwam onder gezag van een landdrost; Huub Dassen werd door de Nederlandse regering benoemd als bestuurshoofd van het drostambt Tudderen, zoals de bestuurlijke naam van Selfkant nu luidde. De Duitse inwoners bleven Duitsers, maar konden een Nederlands paspoort krijgen met de speciale vermelding "wordt behandeld als Nederlander". De dorpjes, die door de oorlog gehavend waren, werden op Nederlandse kosten hersteld. Ook vestigden zich Nederlanders in het gebied. De Nederlandse invloed is merkbaar gebleven in deze gemeente.
Het gebied bezat een speciale status. De regering wilde een overgangsregeling voor ex-Duitse gebieden instellen. Het Duitse bestuur zou als adviesorgaan functioneren. De landdrost van Selfkant stond aanvankelijk onder direct gezag van de regering in Den Haag. Later zou dat veranderen: de landdrost viel toen onder het provinciebestuur van Limburg.
Nog geen jaar na de annexatie was men op hoog niveau onzeker over de 'goede afloop'. Het Ministerie van Binnenlandse Zaken gaf in januari 1950 in een vertrouwelijk schrijven aan, dat 'gezien het voorlopige karakter der grenscorrecties in de aangesloten gebiedsdelen' slechts de hoogstnoodzakelijke werkzaamheden uitgevoerd mochten worden. Rond 1952 ging Duitsland druk uitoefenen om de grenscorrecties ongedaan te maken. Veel meer dan de onderhandelingen vertragen kon men van Nederlandse zijde niet. Een kordaat besluit naar de ene of de andere kant zat er niet in; zo kort na de oorlog lag de zaak politiek erg gevoelig. Door de weinig meegaande houding van de Nederlandse regering duurde het tot 1957 voordat de officiële besprekingen begonnen. Daarna duurde het tot maart 1960 voordat een akkoord was bereikt.
Al die tijd werd er weinig geïnvesteerd in de bouw van woningen en de aanleg van wegen. Wel werd tussen 1957 en 1959 een autoweg aangelegd: de N274 tussen Koningsbosch bij Roermond en Schinveld bij Brunssum, die dwars door de Selfkant liep en zo een kortere verbinding tussen Midden- en Zuid-Limburg vormde dan de toch al overbelaste flessenhals bij Sittard. Deze ontsluitingsweg was bedoeld voor Nederlands woon- en werkverkeer, onder meer om mijnwerkers uit Midden-Limburg naar en van de Mijnstreek te vervoeren.

### Duitse gemeente
Sinds 1 augustus 1963 hoort Selfkant weer bij Duitsland, na betaling van 280 miljoen Duitse mark. Uit het bestaande drostambt Tudderen werden de oude gemeenten Havert, Hillensberg, Höngen, Millen, Süsterseel, Tüddern en Wehr gevormd. Twee maanden later, op 21 oktober 1963, werden weer de eerste gemeenteraadsverkiezingen onder Duits gezag gehouden. De zeven gemeenten werden, samen met de gemeente Saeffelen uit het Amt Waldfeucht, op 1 juli 1969 samengevoegd tot de gemeente Selfkant.

### Normalisatie
Toen de geannexeerde gebieden weer aan Duitsland werden teruggegeven, bedong Nederland het alleen-gebruiksrecht van de N274. Er waren geen op- of afritten in de Selfkant en de weg was voorzien van ongelijkvloerse kruisingen met Duitse wegen, zodat een grensdocument op deze weg niet nodig was. Zo bleef het door Selfkant lopende deel van de N274 een smalle strook Nederlands grondgebied.
Nadat de binnengrenzen in het Schengengebied opener werden, leverde een dergelijke corridor voor Nederland eigenlijk niet veel winst meer op, terwijl het onderhoud wel een kostenpost bleef. Op 25 februari 2002 is de N274 aan Duitsland overgedragen, zodat ze ook voor het lokale verkeer in de Selfkant kon dienen, waarna deze het Duitse wegnummer L410 kreeg. Bij deze overdracht is de vrijheid van verkeer voor deze weg bedongen. Een gevolg van deze vrijheid is onder andere dat het Duitse rijverbod voor vrachtwagens op zon- en feestdagen op deze weg niet van toepassing is. In de loop van 2004 zijn aansluitingen aangelegd met diverse wegen, onder andere met de B56 tussen Gangelt en Susterseel. In 2017 werd de B56n, ook wel Selfkantautobahn genoemd, geopend.
Het ongerept landelijke was tot nu toe de grootste charme van het gebied. Volgens de Duitse autoriteiten zal de Selfkant een buitengebied met agrarische bestemming blijven. Milieubewustzijn vormt er zelfs een speerpunt, als tegenwicht voor de Nederlandse buurgemeente Sittard-Geleen waar onder andere VDL Nedcar en het chemisch industriegebied Chemelot te vinden is. Niet door haar inwonertal, maar wel qua oppervlakte en door haar bijzondere ligging kan de gemeente Selfkant als Duitse zustergemeente van Sittard-Geleen beschouwd worden.

## Klimaat
| Maand                                                                                         | jan  | feb  | mrt  | apr  | mei  | jun  | jul  | aug  | sep  | okt  | nov  | dec  | Jaar |
| --------------------------------------------------------------------------------------------- | ---- | ---- | ---- | ---- | ---- | ---- | ---- | ---- | ---- | ---- | ---- | ---- | ---- |
| Hoogste maximum (°C)                                                                          | 12,1 | 13,8 | 18,7 | 23,2 | 26,6 | 30,5 | 32,2 | 32,8 | 28,1 | 24,3 | 17,6 | 12,6 | 32,8 |
| Gemiddeld maximum (°C)                                                                        | 6,0  | 7,1  | 11,0 | 15,0 | 18,9 | 21,4 | 24,0 | 24,2 | 20,5 | 16,4 | 10,4 | 6,6  | 15,2 |
| Gemiddeld minimum (°C)                                                                        | 0,5  | 0,5  | 2,5  | 4,5  | 8,1  | 10,6 | 12,7 | 12,6 | 10,1 | 6,9  | 3,7  | 1,4  | 6,2  |
| Laagste minimum (°C)                                                                          | −6,5 | −5,4 | −3,4 | −2,3 | 1,0  | 4,3  | 7,3  | 6,9  | 4,2  | −1,1 | −2,7 | −5,5 | −6,5 |
|                                                                                               |      |      |      |      |      |      |      |      |      |      |      |      |      |
| Neerslag (mm)                                                                                 | 57   | 50   | 48   | 41   | 56   | 52   | 57   | 49   | 50   | 50   | 51   | 62   | 623  |
| Zonuren (uur/dag)                                                                             | 4,8  | 5,9  | 7,0  | 7,8  | 8,3  | 8,4  | 8,9  | 9,5  | 8,4  | 8,4  | 5,5  | 4,2  | 7,3  |
| Bron: https://www.buienradar.nl/weer/selfkant/de/7909809/klimaat (geraadpleegd op 7 mei 2021) |      |      |      |      |      |      |      |      |      |      |      |      |      |